# Нинослав Крстић
Нинослав Крстић (Нишевац, код Сврљига, 10. јул 1946 — Београд, 5. јул 2012) је био југословенски и српски генерал-потпуковник, који је обављао дужност команданта Здружених снага Војске Југославије и полиције у току сукоба на југу Србије и повратка у Копнену зону безбедности.

## Биографија
Рођен је 10. јул 1946. године у сврљишком селу Нишевац. После завршене средње техничке школе, уписује и завршава Војну академију 1968. године, а потом Командно-штабну академију 1984. године и Школу националне одбране 1989. године.
Службовао је у гарнизонима у Нишу, Лесковцу, Косовској Митровици, Београду и Новом Саду, где је 1994. године постао командант Новосадског корпуса и добио чин генерала.
Дана 16. јуна 1998. године, именован је за помоћника начелника Генералштаба и заменика команданта Прве армије Војске Југославије. У чин генерал-потпуковника је унапређен 25. децембра 1998. године.
У току НАТО агресије на СР Југославију 1999. године, крајем марта, погођено је командно место Прве армије и том приликом је Крстић лакше рањен.
Дана 28. децембра 1999. године, постављен је на место начелника инспекције Војске Југославије.
Марта 2001. године, постављен је за команданта Здружених снага Војске Југославије и полиције, приликом сукоба на југу Србије са припадницима терористичке Ослободилачке војске Прешева, Медвеђе и Бујановца. Са тадашњим командантом КФОР-а је потписао споразум о уласку Војске Југославије у тампон зону.
Смењен је са ове дужности одлуком председника СРЈ Војислава Коштунице, а по захтеву начелника Генералштаба генерал-пуковника Небојше Павковића. Тадашњи председник Владиног Координационог центра за југ Србије Небојша Човић је јавно предложио да буде унапређен у чин генерал-пуковника.
Умро је 5. јула 2012. године на Војномедицинском академији у Београду, након краће болести. Сахрањен је 9. јула на гробљу Орловача у Београду.